# Personenverkehr in der Schweiz

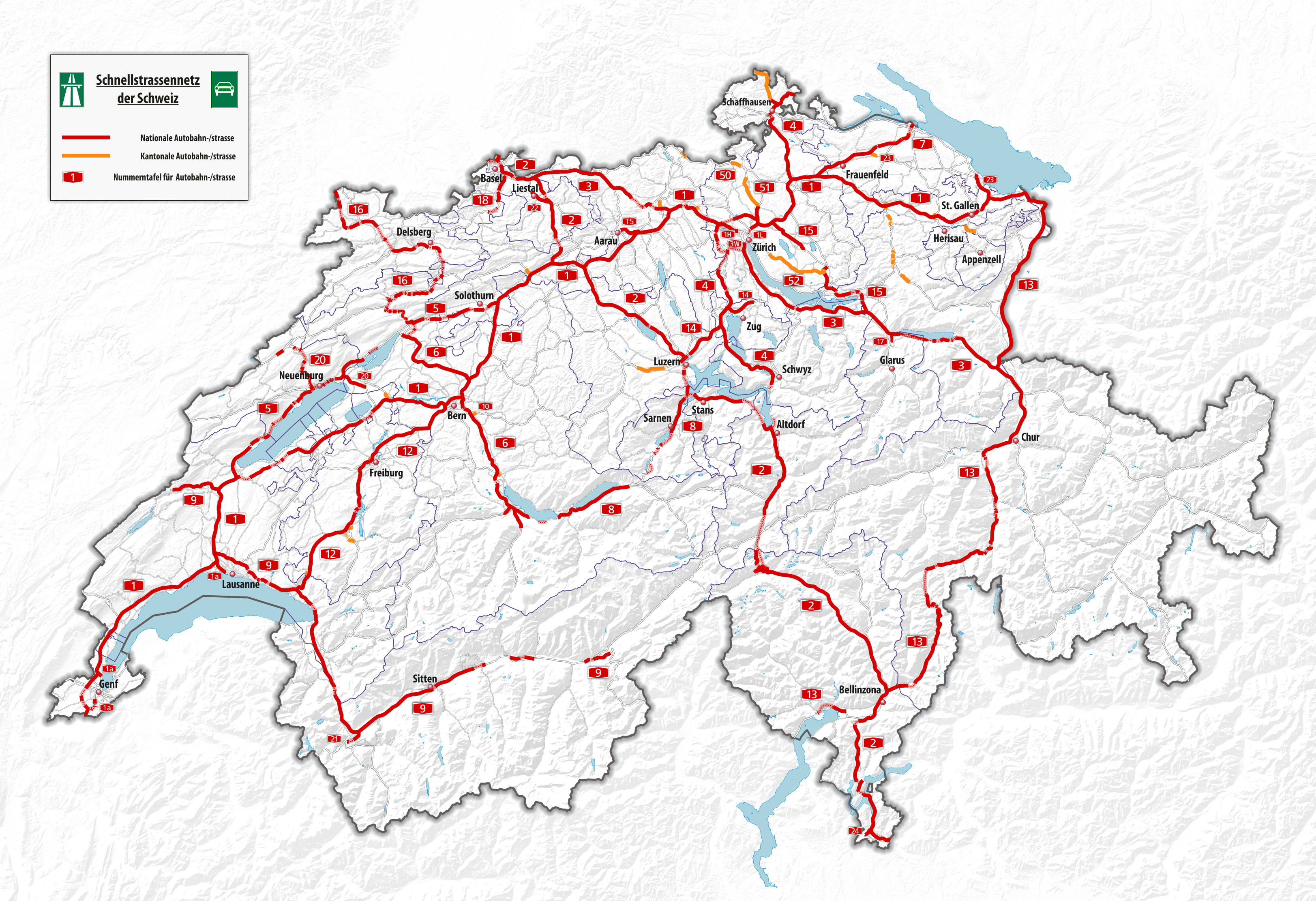
Das Schnellstrassennetz der Schweiz

Das Bahnnetz der Schweiz

Der Personentransport der Schweiz wird vom Eidgenössischen Departement für Umwelt, Verkehr, Energie und Kommunikation (UVEK) reguliert und beaufsichtigt. Der Personentransport und damit die Mobilität in der Schweiz wird durch den Individualverkehr- (National- und Hauptstrasse/Autobahn) und den öffentlichen Verkehr (Eisenbahn, Busse, Schiffsverkehr, Luftverkehr) getragen. Mit einem Strassennetz von rund 70’000 Kilometern, und einem Bahnnetz mit 5100 Kilometern Länge verfügt die Schweiz über ein sehr dichtes Verkehrsnetz, womit sie weltweit als führend gilt.
Im öffentlichen Verkehr ist das staatliche Unternehmen Schweizerische Bundesbahnen (SBB) führend. Im Schienenverkehr sind neben den SBB auch andere Bahngesellschaften tätig, so im Raum Bern–Lötschberg–Simplon die BLS AG. Im Regionalverkehr werden Transportkonzessionen für Linienbusse vermehrt an private Unternehmen vergeben, wobei immer noch viele Linien von Postautos bedient werden. Die Verantwortung liegt im Fernverkehr je nach Linientyp beim Bund oder bei den Kantonen, den Nah- und Regionalverkehr bestimmen je nach Linientyp Kantone oder Gemeinden. Der Individualverkehr ist je nach Strassentyp Sache des Bundes, der Kantone oder der Gemeinden. Seit 1960 verfügt die Schweiz über ein Nationalstrassennetz, welches im internationalen Raum das Autobahnnetz ist. Es wird vom Bund bestimmt und hat heute eine Länge von 1700 Kilometern.
Beim Personentransport entfielen im Jahr 2021 rund 43 Prozent aller im Inland zurückgelegten Distanzen auf den Freizeitverkehr, welcher indes der grösste Teil der Verkehrsleistungsnachfrage in der Schweiz darstellt. Laut einem Bericht des Bundesamtes für Raumentwicklung, entfiel im Jahr 2015 schätzungsweise rund ein Viertel des Personenverkehrs in der Schweiz auf den Tourismusverkehr.

## Öffentlicher Verkehr
Der öffentliche Verkehr geniesst in der Schweiz einen hohen Stellenwert. So unterhält die Schweiz das dichteste Eisenbahnnetz der Welt und Ortschaften ohne Eisenbahnanschluss werden generell durch Linienbusse oder Postautos angebunden. Es gibt kaum einen Ort, der nicht durch den öffentlichen Verkehr erreichbar ist.
Im Jahr 2015 hat der öffentlichen Verkehr in der Schweiz 13 Prozent beim Modal Split erreicht.
Laut dem Behindertengleichstellungsgesetz, welches 2004 in Kraft trat, müssen sämtliche bestehenden Bauten und Anlagen sowie Fahrzeuge für den öffentlichen Verkehr bis zum 1. Januar 2024 behindertengerecht sein.
Während der ehemalige Staatsbetrieb SBB die meisten Eisenbahnlinien betreibt, gibt es in der Schweiz aussergewöhnlich viele Privateisenbahngesellschaften, die in der Regel in gemeinsamen Besitz von Bund, Kantonen und Gemeinden sind.
Neuere Grossprojekte in der Eisenbahnlandschaft sind Bahn 2000 und die NEAT. Ersteres hat den Schwerpunkt bei der Kürzung der Reisezeiten zwischen den Zentren. Im Rahmen des NEAT wurde ein neuer Gotthard- wie auch Lötschbergbasistunnel gebohrt. Eine weitere Rolle spielt auch die Verkehrsumlagerung (LSVA).
Durch die Gebirge bedingt existieren in der Schweiz viele Berg-, Standseil- und Luftseilbahnen.
- Schienenverkehr: SBB – Liste der Eisenbahngesellschaften – Eisenbahnstrecken – Liste der Schmalspurbahnen in der Schweiz – Liste von Zahnradbahnen (Abschnitt Schweiz) – Liste der Standseilbahnen – Geschichte
- Sonstiges: Liste der Bergbahnen – Liste der Luftseilbahnen – Liste schweizerischer Schifffahrtsgesellschaften
- Verkehrsumlagerung: LSVA – NEAT – Tarif- und Verkehrsverbünde
- Gewinne im Schweizer Regionalverkehr

Der Regionalverkehr der Schweiz wird von Bund und Kantonen jährlich mit 1,3 Milliarden Franken bezuschusst. Im Jahr 2006 wurde 43,2 Prozent der Kosten des Öffentlichen Verkehrs in der Schweiz durch Einnahmen gedeckt. Zusammen mit Zuschüssen des Staates wurde ein Kostendeckungsgrad von 99 Prozent erreicht.
Seit 1996 bestellen Bund und Kantone den Regionalverkehr bei den SBB und anderen Anbietern. Eine Gewinnerzielung ist dabei den Verkehrsunternehmen weitgehend untersagt. Gelingt es den Verkehrsunternehmen, effizienter zu wirtschaften als bei Vergabe geplant, dürfen Überschüsse in eine Rücklage zur Deckung zukünftiger Verluste eingestellt werden. In vielen derartigen Fällen wird dabei der Zuschuss in Folgejahren reduziert. Nach einem Entscheid des Bundesrates sollen Regionalverkehrsanbieter zukünftig über ein Drittel der erwirtschafteten Gewinne frei verfügen dürfen; zwei Drittel sollen in einen speziellen Topf zur Deckung von Verlusten fliessen. Kritiker fürchten ein Eindringen finanzstarker ausländischer Verkehrskonzerne.
Siehe auch: Abschnitt «Schweiz» im Artikel «Fernbusverkehr»

### Kostenfreier öffentlicher Personennahverkehr
Im Kanton Genf ist der öffentliche Personennahverkehr (ÖPNV), bezw. das Unireso-Abonnement, welches zur freien Fahrt berechtigt, für junge Menschen unter 18 Jahre, die im Kanton wohnen, seit 1. Januar 2025 kostenlos. Für innerhalb des Kantons in Ausbildung befindliche Menschen bis einschließlich 24 Jahre, die im oder außerhalb des Kantons wohnen, ebenso. Auch außerhalb des Kantons in Ausbildung befindliche Menschen, bis einschließlich 24 Jahre, die im Kanton wohnen, können von einem Gratis-ÖV-Abonnement profitieren. Darüber hinaus gilt das Angebot auch für im Kanton wohnende Menschen mit geringem Einkommen bis einschließlich 24 Jahre.

### Luftverkehr
Die Schweiz verfügt über drei Landesflughäfen, elf Regionalflugplätze, 44 Flugfelder und fünf zivil mitbenutzte Militärflugplätze. Die grössten Flughäfen und Ausgangspunkte von Langstreckenflügen befinden sich in Kloten (Flughafen Zürich) und Cointrin (Flughafen Genf). Schweizer Fluggesellschaften sind u. a. die Swiss International Air Lines, deren Tochtergesellschaft Edelweiss Air und die Helvetic Airways.

#### Binnenluftverkehr
Inland-Linienflüge werden derzeit auf folgenden Strecken angeboten:
| Strecke       | Distanz in km (Orthodrome) | Fluggesellschaften |
| ------------- | -------------------------- | ------------------ |
| Zürich – Genf | 231                        | Swiss              |
| Genf – Lugano | 218                        |                    |

Im Jahr 2023 führte die Fluggesellschaft Swiss eine verbindliche Klimakompensation auf der Strecke Zürich – Genf ein.

## Individualverkehr

### Zahlen und Fakten
Im Jahr 2015 hat der motorisierte Individualverkehr (MIV) in der Schweiz 50 Prozent beim Modal Split erreicht.
2019 waren folgende Anzahl Strassenfahrzeuge in den unterschiedlichen Fahrzeugkategorien registriert (Fahrräder fehlen in diesen Angaben des Bundesamtes für Statistik):
| Fahrzeug                              | Anzahl    |
| ------------------------------------- | --------- |
| Personenwagen                         | 4'623'952 |
| Personentransportfahrzeuge            | 83'054    |
| Sachentransportfahrzeuge              | 440'795   |
| Landwirtschaftsfahrzeuge              | 193'834   |
| Industriefahrzeuge                    | 74'085    |
| Motorräder                            | 744'542   |
| Motorfahrräder inkl. schnelle E-Bikes | 211'283   |

### Kraftverkehr

#### Führerschein und Fahrerlaubnis
Siehe Hauptartikel Führerschein und Fahrerlaubnis.
Den Führerausweis für Kraftfahrzeuge kann in der Schweiz erwerben, wer das 18. Lebensjahr vollendet hat und die körperlichen und geistigen Voraussetzung zum Führen eines Fahrzeugs erfüllt. Vor dem Erhalt des Lernfahrausweises muss ein Sehtest und eine theoretische Führerprüfung absolviert werden. Der Lernfahrausweis berechtigt den Besitzer, mit einem Beifahrer Lernfahrten zu unternehmen.
Für die unterschiedlichen Fahrzeugkategorien gelten unterschiedliche Detailbestimmungen. Allen Kategorien ist gemeinsam, dass für den Erhalt des Ausweises eine praktische Führerprüfung zu absolvieren ist.

### Infrastruktur
Auch wenn in der Schweiz viel in den öffentlichen Verkehr investiert wird, gilt das Schweizer Autobahnnetz auch als eins der dichtesten der Welt. Der Grossteil der Bevölkerung wohnt weniger als 10 km vom nächsten Autobahnanschluss entfernt.
| Gesamtlänge aller Strassen | Nationalstrassen | Kantonsstrassen | Gemeindestrassen |
| -------------------------- | ---------------- | --------------- | ---------------- |
| 71'555 km                  | 1'859 km         | 17'816 km       | 51'880 km        |

Neben Autostrassen und Hauptstrassen gibt es auch viele Schweizer Passstrassen.
Seit dem 12. Dezember 2008 ist die Schweiz Mitglied des Schengen-Raums. An diesem Tag fielen die Grenzkontrollen für PKWs an den Grenzübergängen weg, nicht aber die Warenkontrollen. Fluggäste und Personen mit Waren, die über den Zoll gehen, spürten die Änderung beim Flugplanwechsel am 29. März 2009. Die Schweizer Bürger, die eine Mitgliedschaft in der EU bislang ablehnen, stimmten 2005 für den Beitritt zur Schengen-Zone.
- Strassenverkehr: Strassensystem – Autobahnen – Hauptstrassen – Liste der Autobahnen – Liste der Autostrassen – Liste der Passstrassen – Liste der Tunnels – Liste der höchsten Brücken – Postauto – Liste autofreier Orte (Schweiz)

## Langsamverkehr
Im Jahr 2015 hat der Langsamverkehr in der Schweiz 37 Prozent beim Modal Split erreicht.

### Radwege
Die Stiftung Veloland Schweiz schuf bis 1998 neun nationale Routen:
- Rhone-Route (309 km; Nationalroute 1)
- Rhein-Route (424 km; Nationalroute 2)
- Nord-Süd-Route (363 km; Nationalroute 3)
- Alpenpanorama-Route (483 km; Nationalroute 4)
- Mittelland-Route (369 km; Nationalroute 5)
- Graubünden-Route (152 bzw. 128 km; Nationalroute 6)
- Jura-Route (275 km; Nationalroute 7)
- Aare-Route (305 km; Nationalroute 8)
- Seen-Route (497 km; Nationalroute 9)

Siehe auch: Liste der Radwanderrouten in der Schweiz

### Wanderwege
Die Schweiz verfügt über ein Netz von einheitlich markierten Wanderwegen von einer Länge von insgesamt 62'000 km, davon 14'000 km Hartbelag und 21'000 km Bergwege.
Die Schweizer Wanderwege (vormals Schweizer Arbeitsgemeinschaft für Wanderwege, Abkürzung SAW t) ist die Dachorganisation der kantonalen Wanderwegvereine der Schweiz sowie Liechtensteins. Unter dem Namen Wanderland Schweiz sind die Wanderwege auch Teil des Projekts SchweizMobil.
Es werden 3 Arten von Wanderwegen unterschieden
- Wanderwege: gelb markiert, können in der Regel gefahrlos und ohne besondere Ausrüstung oder Kenntnisse begangen werden
- Bergwege: weiss-rot-weiss markiert, schmal und oft steil, erfordern Trittsicherheit, gute körperliche Verfassung, Bergschuhe mit griffiger Sohle und die Fähigkeit, Gefahren im Gebirge einzuschätzen
- Alpine Routen: weiss-blau-weiss markiert, teilweise wegloses Gelände, können Kletterstellen enthalten, und erfordern sehr gute körperliche Verfassung, Trittsicherheit und Schwindelfreiheit, Gebirgserfahrung oder Bergführer.

Die Wegweiser für Wanderwege sind einheitlich gelb, wobei die Spitzen für Bergwanderwege weiss/rot/weiss und für Bergrouten weiss/blau/weiss markiert sind.

### SchweizMobil
SchweizMobil ist das nationale Netzwerk für den Langsamverkehr, insbesondere für Freizeit und Tourismus. Langsamverkehr ist in der Schweiz der offizielle Oberbegriff für das Wandern, Velofahren, Mountainbiken, Skaten und Kanufahren. SchweizMobil ist ein Angebot für Touristen in den Bereichen Wandern, Velowandern, Mountainbiken, Skaten und Paddeln. Das Projekt wurde 1998 lanciert. Beteiligt sind Arbeitsgruppen aus Arbeitsgruppe Wanderland, Naturfreunde Schweiz, Schweizer Alpen-Club, Inventar historischer Verkehrswege der Schweiz, Schweizer Tourismusverband, Schweiz Tourismus, Veloland Schweiz und Wanderland Schweiz.
SchweizMobil soll aus den jeweiligen Themen-Ländern bestehen:
- Wanderland Schweiz
- Veloland Schweiz
- Mountainbikeland Schweiz
- Skatingland Schweiz
- Kanuland Schweiz

Beendet wird die Aufbauphase im Sommer 2008; die Signalisationen begannen im März 2008.